# Moulès-et-Baucels
Moulès-et-Baucels è un comune francese di 862 abitanti situato nel dipartimento dell'Hérault nella regione dell'Occitania.

## Società

### Evoluzione demografica
Abitanti censiti